# 阿蒂西亞 (密西西比州)
阿蒂西亞（英語：Artesia）是位於美國密西西比州朗茲縣的城鎮。

## 人口
根據2020年美國人口普查的數據，阿蒂西亞的面積為1.88平方千米，皆為陸地。當地共有人口304人，而人口密度為每平方千米162人。